# Liste der deutschen Kfz-Kennzeichen (historisch)
Die Vergabe von Kfz-Kennzeichen in Deutschland geht zurück bis in das Jahr 1906. (Die Freie Stadt Lübeck schrieb bereits durch Verordnung vom 1. Oktober 1903 polizeiliche Kennzeichen an Kraftfahrzeugen vor.) Von 1906 bis 1956 wurden im Zuge politischer Veränderungen mehrere Systeme von Kfz-Kennzeichen verwendet, bis das heute gebräuchliche System eingeführt wurde. Von 1953 bis 1990 hatte zudem die DDR ein eigenes Kennzeichensystem.

## Deutsches Reich 1906–1945

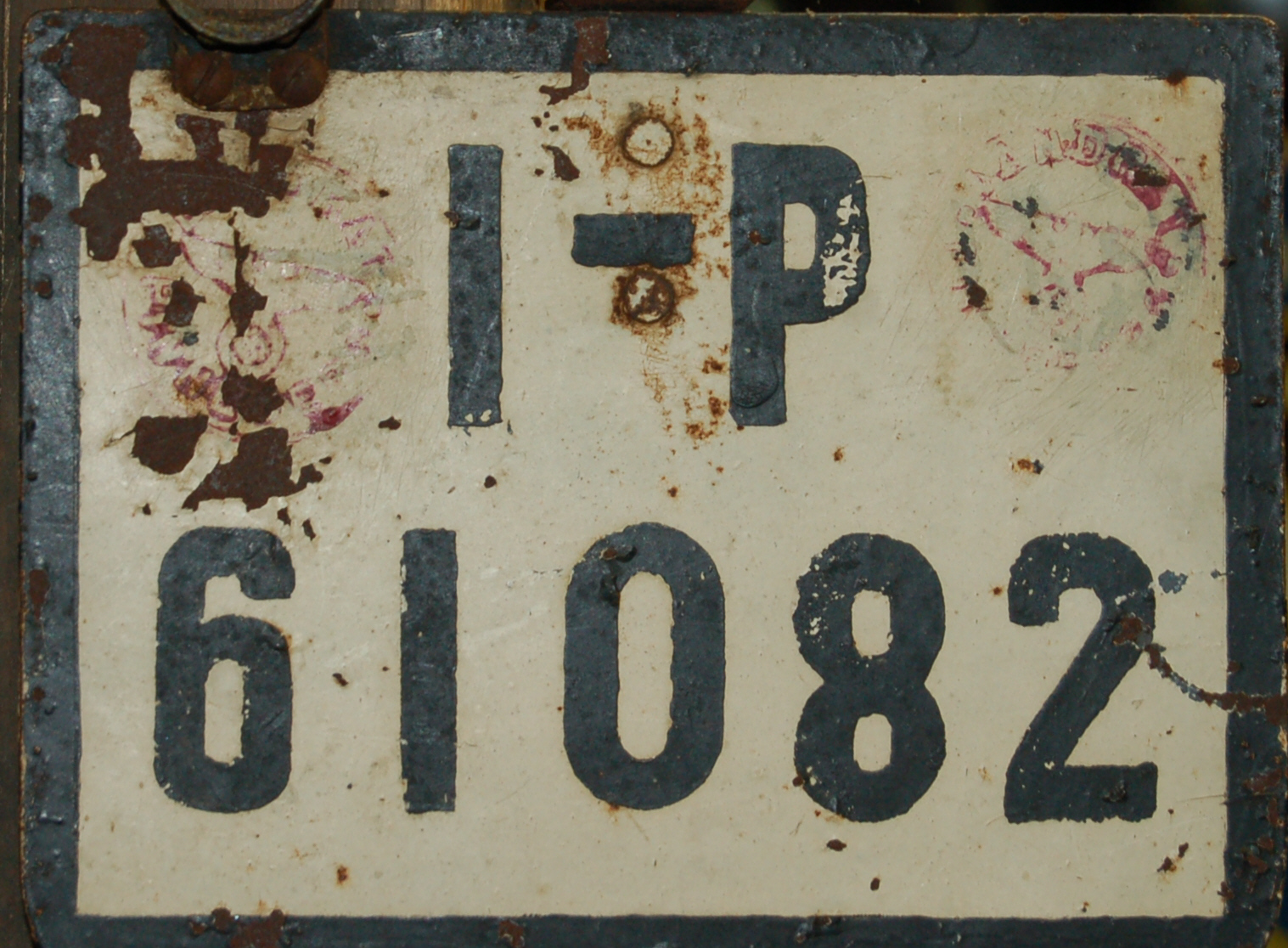
Kfz-Kennzeichen der Provinz Schleswig-Holstein im Deutschen Reich

Am 3. Mai 1906 fasste der Bundesrat den Beschluss über „Grundzüge betr. den Verkehr mit Kraftfahrzeugen“, die durch Verordnungen der einzelnen Bundesstaaten ausgeführt wurden. Damit wurden auch polizeiliche Kennzeichen und das Rechtsfahren mit Linksüberholen im ganzen Deutschen Reich allgemeingültig eingeführt.

### Preußen
| I A | Landespolizeibezirk Berlin                                                                          |
| I B | Grenzmark Posen-Westpreußen (1922–1938)                                                             |
| I C | Provinz Ostpreußen                                                                                  |
| I D | Provinz Westpreußen (bis 1922)                                                                      |
| I E | Provinz Brandenburg                                                                                 |
| I H | Provinz Pommern                                                                                     |
| I K | Provinz Schlesien (1906–1919, 1938–1941) Provinzen Ober- und Niederschlesien (1919–1938, 1941–1945) |
| I L | Hohenzollernsche Lande („Regierungsbezirk Sigmaringen“)                                             |
| I M | Provinz Sachsen                                                                                     |
| I P | Provinz Schleswig-Holstein                                                                          |
| I S | Provinz Hannover                                                                                    |
| I T | Provinz Hessen-Nassau                                                                               |
| I X | Provinz Westfalen                                                                                   |
| I Y | Provinz Posen (1906–1922) Regierungsbezirk Düsseldorf (1928–1945)                                   |
| I Z | Rheinprovinz (ab 1928 ohne Regierungsbezirk Düsseldorf)                                             |

### Bayern

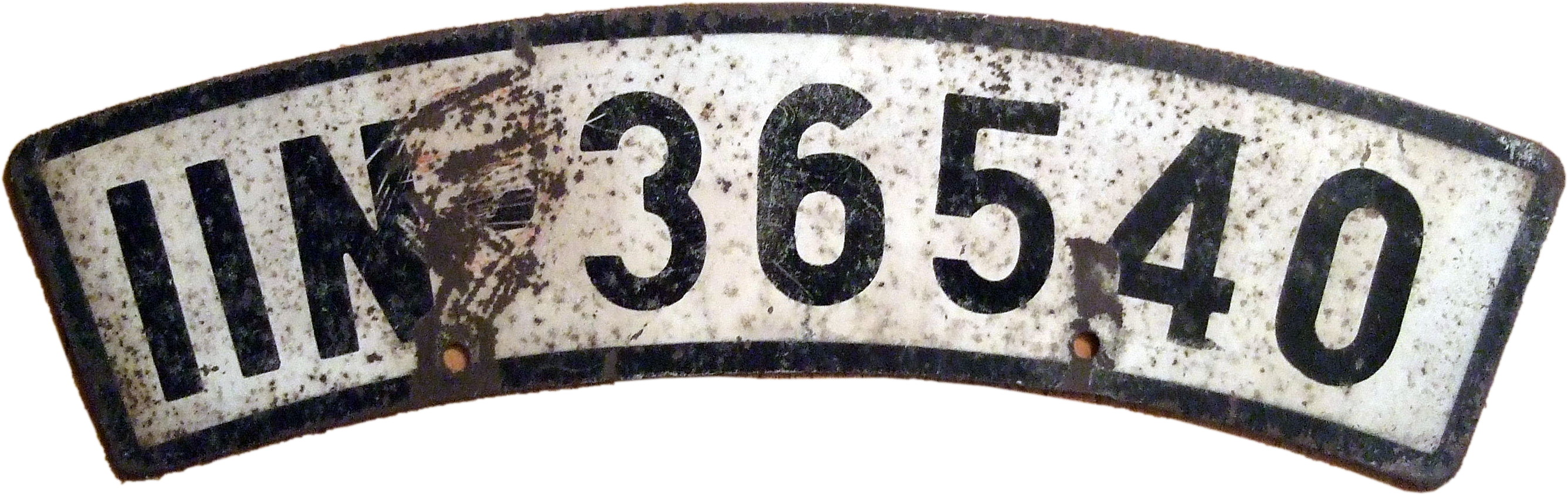
Vorderes Zweirad-Kennzeichen aus Nürnberg

| II A | Stadtbezirk München             |
| II B | Kreis Oberbayern                |
| II C | Kreis Niederbayern              |
| II D | Kreis Pfalz                     |
| II E | Kreis Oberpfalz                 |
| II H | Kreis Oberfranken               |
| II M | Bayerisches Militär (1910–1919) |
| II N | Stadtbezirk Nürnberg            |
| II P | Post (1910–1923)                |
| II S | Kreis Mittelfranken             |
| II U | Kreis Unterfranken              |
| II Z | Kreis Schwaben                  |

### Sachsen
| I   | Kreishauptmannschaft Bautzen (1906–1932) Kreishauptmannschaft Dresden-Bautzen (1932–1945)                              |
| II  | Kreishauptmannschaft Dresden (1906–1932) Kreishauptmannschaft Dresden-Bautzen (1932–1945) und Polizeipräsidium Dresden |
| III | Kreishauptmannschaft Leipzig und Polizeipräsidium Leipzig                                                              |
| IV  | Kreishauptmannschaft Chemnitz und Polizeipräsidium Chemnitz                                                            |
| V   | Kreishauptmannschaft Zwickau und Polizeiämter Zwickau und Plauen                                                       |

### Württemberg
| III A  | Neckarkreis      | (Polizeidirektion Stuttgart)                                                                   |
| III C  | Neckarkreis      | (Oberämter Backnang, Besigheim, Brackenheim, Cannstatt (1906–1923) und Esslingen)              |
| III D  | Neckarkreis      | (Oberämter Heilbronn, Leonberg, Ludwigsburg, Marbach und Maulbronn)                            |
| III E  | Neckarkreis      | (Oberämter Neckarsulm, Amtsoberamt Stuttgart, Vaihingen, Waiblingen und Weinsberg (1906–1926)) |
| III H  | Schwarzwaldkreis | (Oberämter Balingen, Calw, Freudenstadt, Herrenberg, Horb und Nagold)                          |
| III K  | Schwarzwaldkreis | (Oberämter Neuenbürg, Nürtingen, Oberndorf, Reutlingen und Rottenburg)                         |
| III M  | Schwarzwaldkreis | (Oberämter Rottweil, Spaichingen, Sulz, Tübingen, Tuttlingen und Urach)                        |
| III P  | Jagstkreis       | (Oberämter Aalen, Crailsheim, Ellwangen, Gaildorf und Gerabronn)                               |
| III S  | Jagstkreis       | (Oberämter Gmünd, Hall, Heidenheim und Künzelsau)                                              |
| III T  | Jagstkreis       | (Oberämter Mergentheim, Neresheim, Öhringen, Schorndorf und Welzheim)                          |
| III X  | Donaukreis       | (Oberämter Biberach, Blaubeuren, Ehingen, Geislingen, Göppingen und Kirchheim)                 |
| III Y  | Donaukreis       | (Oberämter Laupheim, Leutkirch, Münsingen, Ravensburg und Riedlingen)                          |
| III Z  | Donaukreis       | (Oberämter Saulgau, Tettnang, Ulm, Waldsee und Wangen)                                         |
| III WP | Post             | (1912–1923)                                                                                    |

### Übrige Bundesstaaten

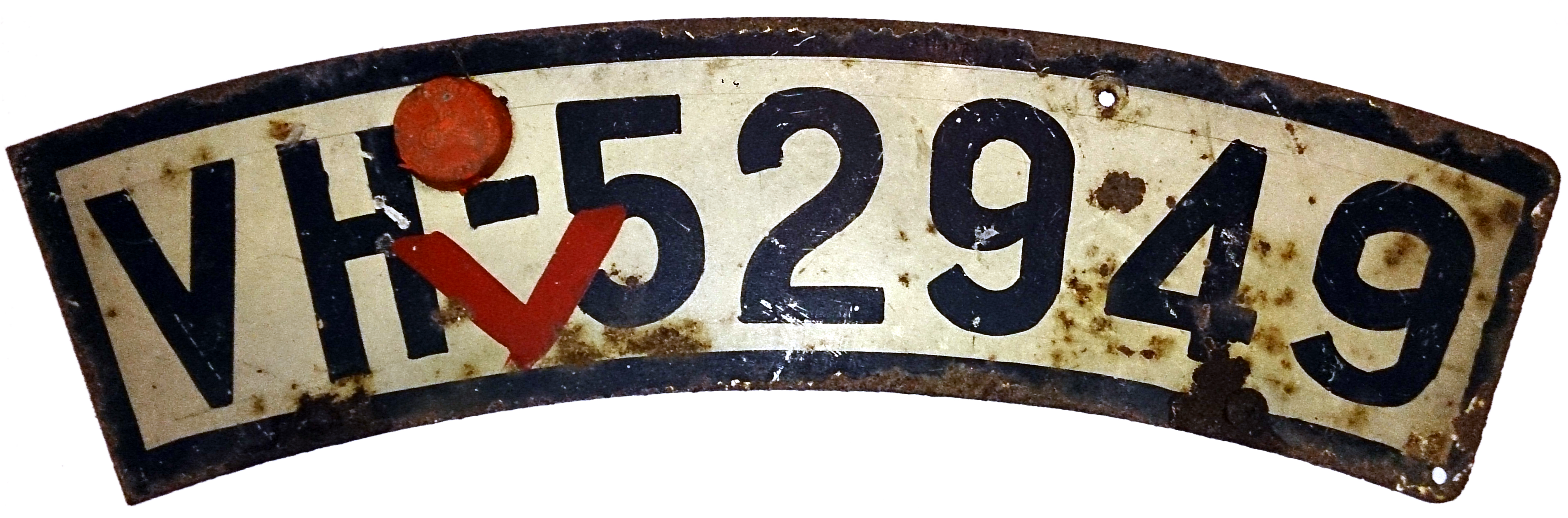
Vorderes Zweiradkennzeichen aus dem Landkreis Büdingen (Hessen) mit der Besonderheit eines Dienstsiegels anstelle eines Stempels, der sonst üblich war

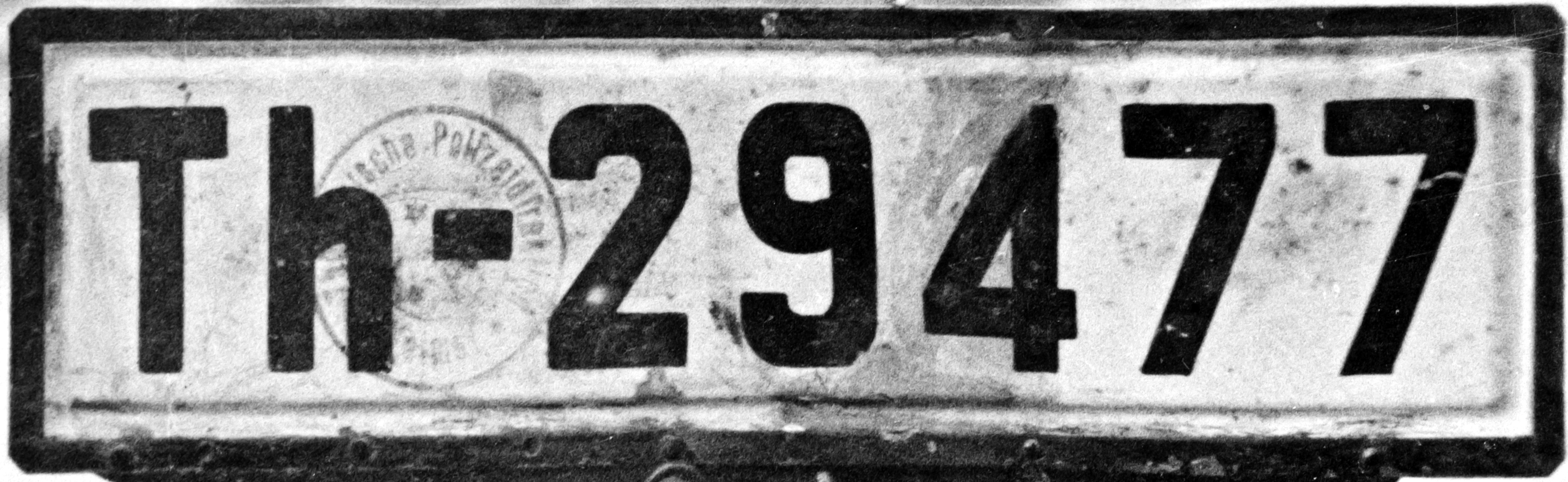
Thüringisches KfZ-Kennzeichen (1930er Jahre)

| IV B  | Baden                                                                     |
| V H   | Hessen (1937–1945)                                                        |
| V O   | Hessen, Provinz Oberhessen (1906–1937)                                    |
| V R   | Hessen, Provinz Rheinhessen (1906–1937)                                   |
| V S   | Hessen, Provinz Starkenburg (1906–1937)                                   |
| VI A  | Elsaß-Lothringen, Bezirk Unterelsaß (1906–1918)                           |
| VI B  | Elsaß-Lothringen, Bezirk Oberelsaß (1906–1918)                            |
| VI C  | Elsaß-Lothringen, Bezirk Lothringen (1906–1918)                           |
| A     | Anhalt                                                                    |
| B     | Braunschweig                                                              |
| CG    | Sachsen-Coburg und Gotha (1906–1918) Sachsen-Gotha und Coburg (1918–1920) |
| HB    | Hansestadt Bremen                                                         |
| HH    | Hansestadt Hamburg                                                        |
| HL    | Hansestadt Lübeck (1906–1937)                                             |
| L     | Hansestadt Lübeck (1903-1906)                                             |
| L     | Lippe (1906-1945)                                                         |
| M     | Mecklenburg (1934–1945)                                                   |
| M I   | Mecklenburg-Schwerin (1906–1934)                                          |
| M II  | Mecklenburg-Strelitz (1906–1934)                                          |
| O I   | Oldenburg                                                                 |
| O II  | Oldenburg, Landesteil Lübeck (1906–1937)                                  |
| O III | Oldenburg, Landesteil Birkenfeld (1906–1937)                              |
| RA    | Reuß älterer Linie (1906–1920)                                            |
| RJ    | Reuß jüngerer Linie (1906–1920)                                           |
| S     | Sachsen-Weimar-Eisenach (1906–1920)                                       |
| SA    | Sachsen-Altenburg (1906–1920)                                             |
| SAAR  | Saargebiet (1920–1935)                                                    |
| Saar  | Saarland (1935–1945)                                                      |
| SL    | Schaumburg-Lippe                                                          |
| SM    | Sachsen-Meiningen (1906–1920)                                             |
| SR    | Schwarzburg-Rudolstadt (1906–1920)                                        |
| SS    | Schwarzburg-Sondershausen (1906–1920)                                     |
| T     | Thüringen (1920–1922)                                                     |
| Th    | Thüringen (1922–1945)                                                     |
| W     | Waldeck (1906–1929)                                                       |

### Nichtprivate Kraftfahrzeuge
| MK | Militärkraftwagen des Deutschen Heeres (1914–1919) |
| RP | Reichspost (1923–1945)                             |
| RW | Reichswehr (1923–1935)                             |

## Deutsches Reich 1933–1945

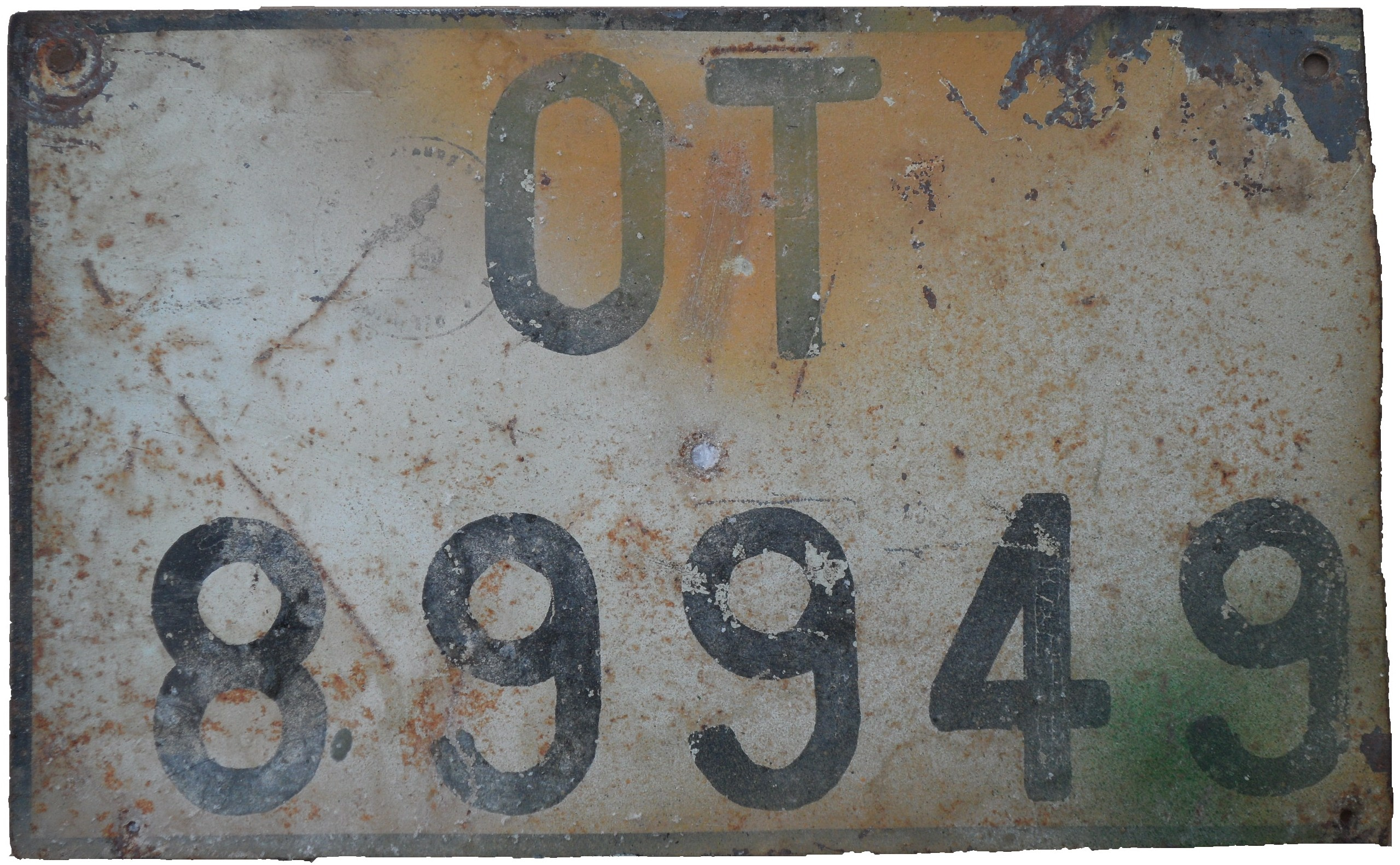
Kennzeichen Organisation Todt (Reichsadler in der Vergrößerung erkennbar)

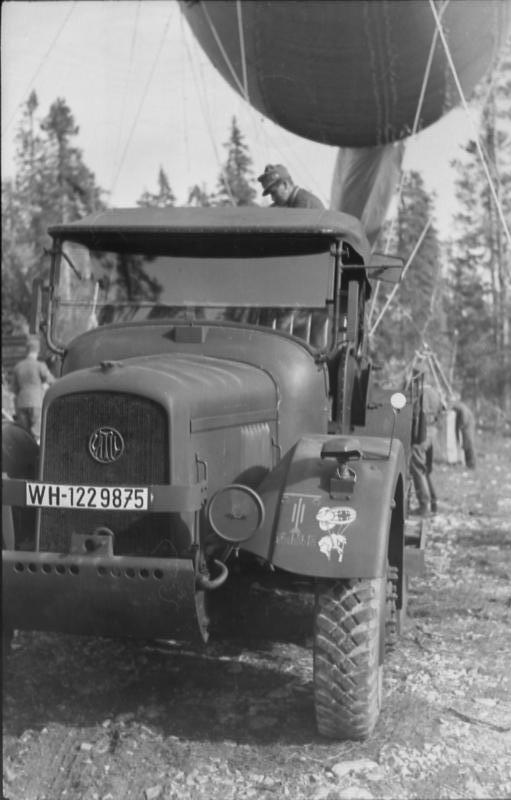
Militärfahrzeug mit Kennzeichen der Wehrmacht, Heer WH-1229875

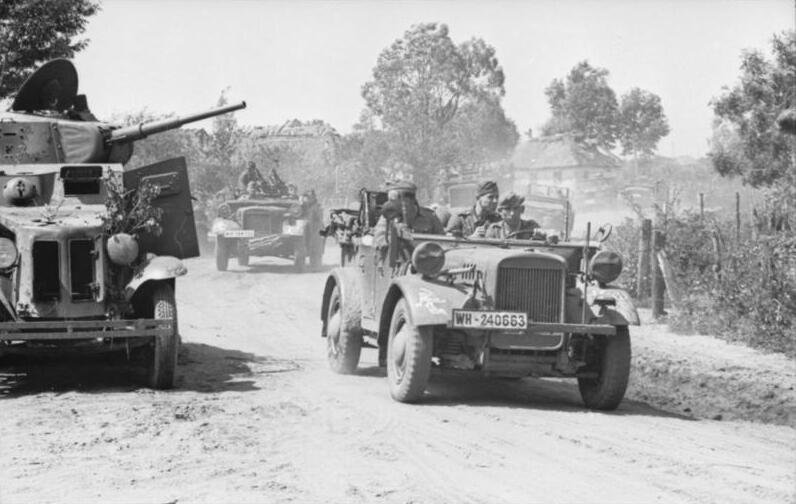
Leichter geländegängiger PKW der Wehrmacht, Heer mit Kennzeichen WH-240663

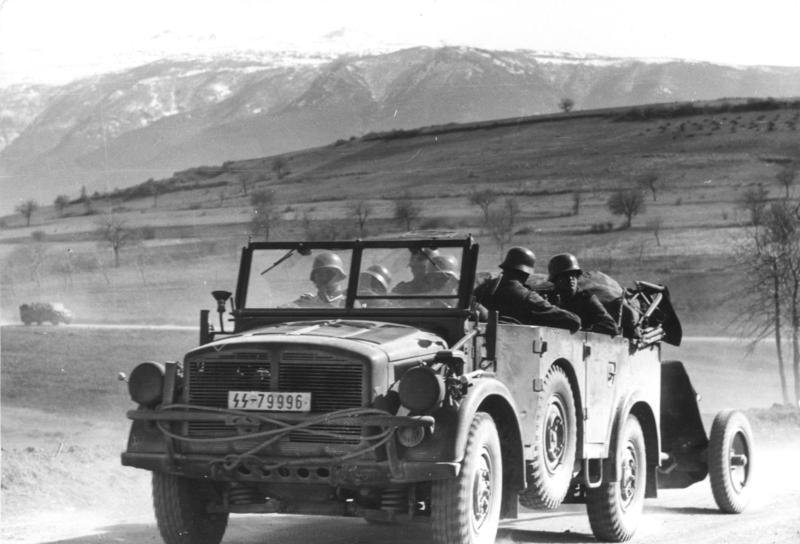
Schwerer geländegängiger PKW der SS mit Kennzeichen SS-79996

Nichtprivate Kraftfahrzeuge wurden territorial unabhängig mit folgenden Kennzeichen versehen:
| DR      | Deutsche Reichsbahn (1933–1945)                                  |
| FG      | Feldgendarmerie (1944)                                           |
| Fp.-Nr. | Feldpost-Nummer (1940; temporäre Nummer)                         |
| LC      | Legion Condor (1936–1939; deutsche Truppen in Spanien)           |
| OT      | Organisation Todt (1943–1945)                                    |
| Pol     | Polizei, Technische Nothilfe (1935–1945)                         |
| RAD     | Reichsarbeitsdienst (1941–1945)                                  |
| RK      | Deutsches Rotes Kreuz (1943–1945)                                |
| RP      | Reichspost (1923–1945)                                           |
| RW      | Reichswehr (1923–1935)                                           |
| SP      | Sicherheitspolizei (ab 1941)                                     |
| SS      | Schutzstaffel (1936–1945; Kürzel wurde als Siegrune dargestellt) |
| WH      | Wehrmacht, Heer (1935–1945)                                      |
| WL      | Wehrmacht, Luftwaffe (1935–1945)                                 |
| WM      | Wehrmacht, Kriegsmarine (1935–1945)                              |
| WP      | Wehrmacht, Polizei (1944; Militärpolizei)                        |
| WT      | Wehrmacht, Straßentransportdienst Ost (1943–1945)                |

Mit dem Anschluss Österreichs am 13. März 1938 wurde dort die deutsche Systematik zur Kennzeichnung von Kraftfahrzeugen übernommen. Die geltenden Vorschriften zum Erscheinungsbild der Kennzeichen (siehe Historische Kfz-Kennzeichen (Österreich)) blieben aber erhalten, obwohl ein deutlicher Unterschied zu den deutschen bestand. Die Kennzeichen waren mit weißer Schrift auf schwarzem Grund ausgeführt und trugen ab 1939 folgende Buchstabengruppen zur Kennzeichnung der Landesteile:
| K  | Kärnten                        |
| Nd | Niederdonau (Niederösterreich) |
| Od | Oberdonau (Oberösterreich)     |
| Sb | Salzburg                       |
| St | Steiermark                     |
| TV | Tirol-Vorarlberg               |
| W  | Wien                           |

Das Burgenland verlor seine Selbstständigkeit. Es wurde auf die Reichsgaue Steiermark und Niederdonau aufgeteilt und erhielt daher keine eigene Buchstabengruppe.
Mit der von der Tschechoslowakei erzwungenen Abtretung des Sudetenlandes im Herbst 1938 wurde das Kennzeichen S für den Bereich der Regierungsbezirke Karlsbad, Aussig und Troppau eingeführt. Diejenigen Gebiete, die an umliegende Gaue des Deutschen Reiches (Niederdonau, Oberdonau, Bayern) angegliedert wurden, erhielten die jeweils dort geltenden Kennzeichen. Nach der Zerschlagung der Tschechoslowakei am 15. März 1939 wurde das Protektorat Böhmen und Mähren mit eigenen Kfz-Kennzeichen geschaffen.
| PA | Böhmen                   |
| PB | Mähren                   |
| PC | Bahn- und Postverwaltung |
| PD | Prag                     |
| PS | Sicherheitsorgane        |
| PV | Verwaltung               |
| S  | Sudetenland              |

Im Oktober 1939 wurden vom Deutschen Reich Teile des besetzten Polens annektiert. Den Provinzen Ostpreußen und Schlesien zugeschlagene Gebiete erhielten die dortigen Kfz-Kennzeichen. Das übrige annektierte Territorium wurde in zwei Reichsgaue eingeteilt. Das Gebiet der Freien Stadt Danzig (1920–1939: Kennzeichen DZ, ovales Nationalitätszeichen DA) kam zum Reichsgau Danzig-Westpreußen.
Aus den nicht ans Reich angeschlossenen Gebieten des besetzten Polen wurde das sogenannte Generalgouvernement gebildet, das 1939 bis 1942 ein eigenes Unterscheidungszeichen besaß; danach wurden in dessen Distrikten eigene Kfz-Kennzeichen benutzt:
| DW      | Danzig-Westpreußen                       |
| P       | Posen (1939–1940) Wartheland (1940–1945) |
| Ost     | Generalgouvernement (1939–1942)          |
| I Ost   | Generalgouvernement, Distrikt Krakau     |
| II Ost  | Generalgouvernement, Distrikt Radom      |
| III Ost | Generalgouvernement, Distrikt Lublin     |
| IV Ost  | Generalgouvernement, Distrikt Warschau   |
| V Ost   | Generalgouvernement, Distrikt Galizien   |

Nach der Eroberung Frankreichs und der Benelux-Länder wurden das Elsass, Lothringen und Luxemburg annektiert. Die elsässischen Gebiete erhielten dabei die Ziffer IV analog zu Baden, mit dem sie zu einem Gau vereinigt werden sollten. Lothringen sollte zusammen mit der Pfalz und dem Saarland zur Westmark vereinigt werden.
| IV ST | Landkreis Straßburg                             |
| IV T  | Landkreise Altkirch, Mülhausen und Thann        |
| IV U  | Landkreise Erstein, Molsheim, Schlettstadt      |
| IV X  | Landkreise Gebweiler, Colmar und Rappoltsweiler |
| IV Z  | Landkreise Hagenau, Weißenburg und Zabern       |
| Lux   | Luxemburg                                       |
| Wm    | Westmark                                        |

Während des Krieges gegen die Sowjetunion mussten in den besetzten Gebieten folgende Kennzeichen benutzt werden:
| LT  | Litauen (1941–1942)                    |
| LS  | Lettland (1941–1942)                   |
| Est | Estland (1941–1942)                    |
| RO  | Reichskommissariat Ostland (1942–1945) |
| RKU | Reichskommissariat Ukraine (1941–1942) |
| RU  | Reichskommissariat Ukraine (1942–1945) |

Im Bereich der Militärbefehlshaber in besetzten und befreundeten Ländern wurden folgende Kennzeichen geführt.
| MB | Militärbefehlshaber von Belgien und Nordfrankreich    |
| MD | Militärbefehlshaber von Dänemark                      |
| MF | Militärbefehlshaber von Frankreich                    |
| MG | Militärbefehlshaber des Generalgouvernements          |
| MH | Militärbefehlshaber von Holland (Niederlande)         |
| MN | Militärbefehlshaber von Norwegen                      |
| MO | Militärbefehlshaber des Ostlands                      |
| MR | Militärbefehlshaber von Rumänien                      |
| MS | Militärbefehlshaber Südost (Serbien und Griechenland) |
| MU | Militärbefehlshaber der Ukraine                       |

| RK | Reichskommissare der besetzten norwegischen und niederländischen Gebiete             |
| ZB | Militärbefehlshaber von Belgien und Nordfrankreich (nichtwehrmachtseigene Fahrzeuge) |
| ZF | Militärbefehlshaber von Frankreich (nichtwehrmachtseigene Fahrzeuge)                 |

| ZO | Militärbefehlshaber des Operationsgebietes Ost (nichtwehrmachtseigene Fahrzeuge) |

## Deutschland 1945–1956

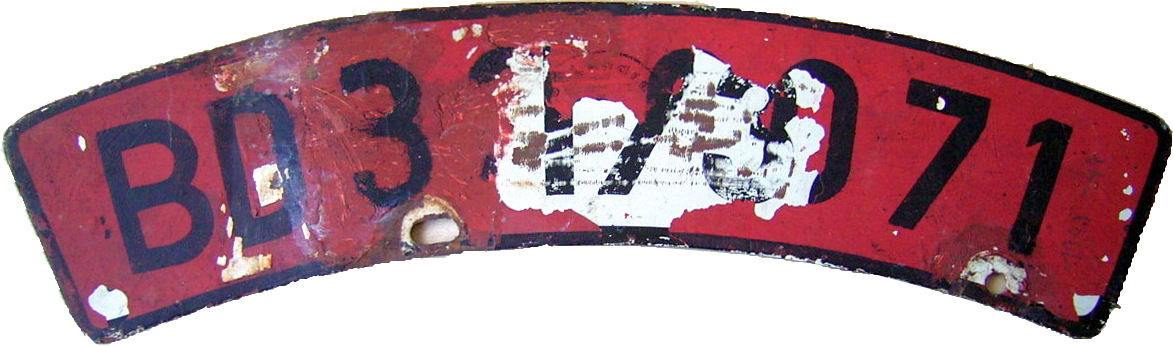
Vorderes Motorrad-Kennzeichen aus der französischen Besatzungszone (BD 32: Stadtkreis Konstanz, Baden, 1945–1949), überlackiert

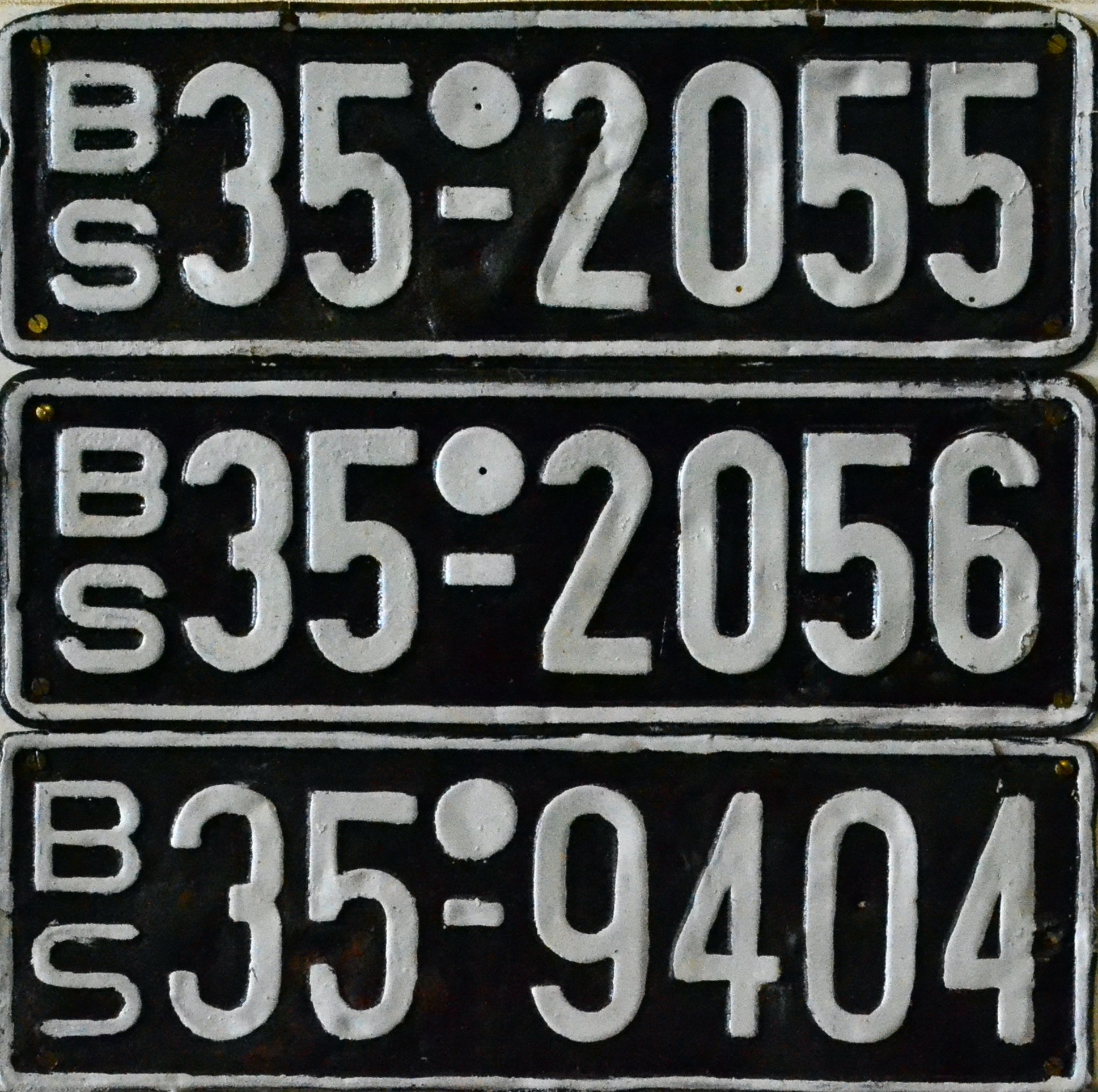
Kfz-Kennzeichen aus der britischen Besatzungszone: Kreis Pinneberg, Schleswig-Holstein

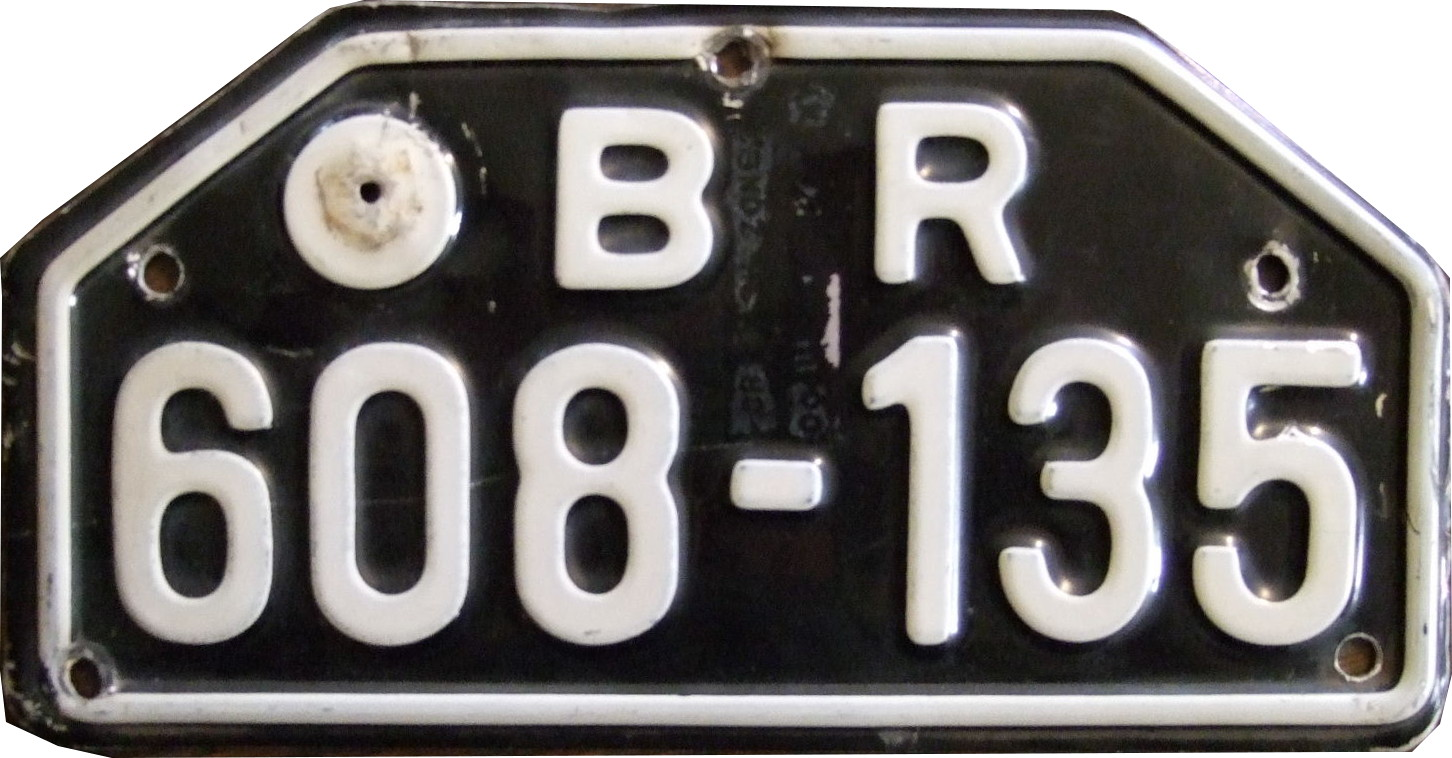
Motorradkennzeichen aus der britischen Besatzungszone: Siegkreis, Nordrhein-Westfalen

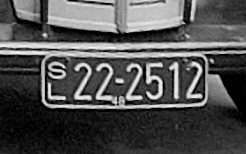
Kennzeichen der sowjetischen Besatzungszone: Stadt Dresden, Sachsen

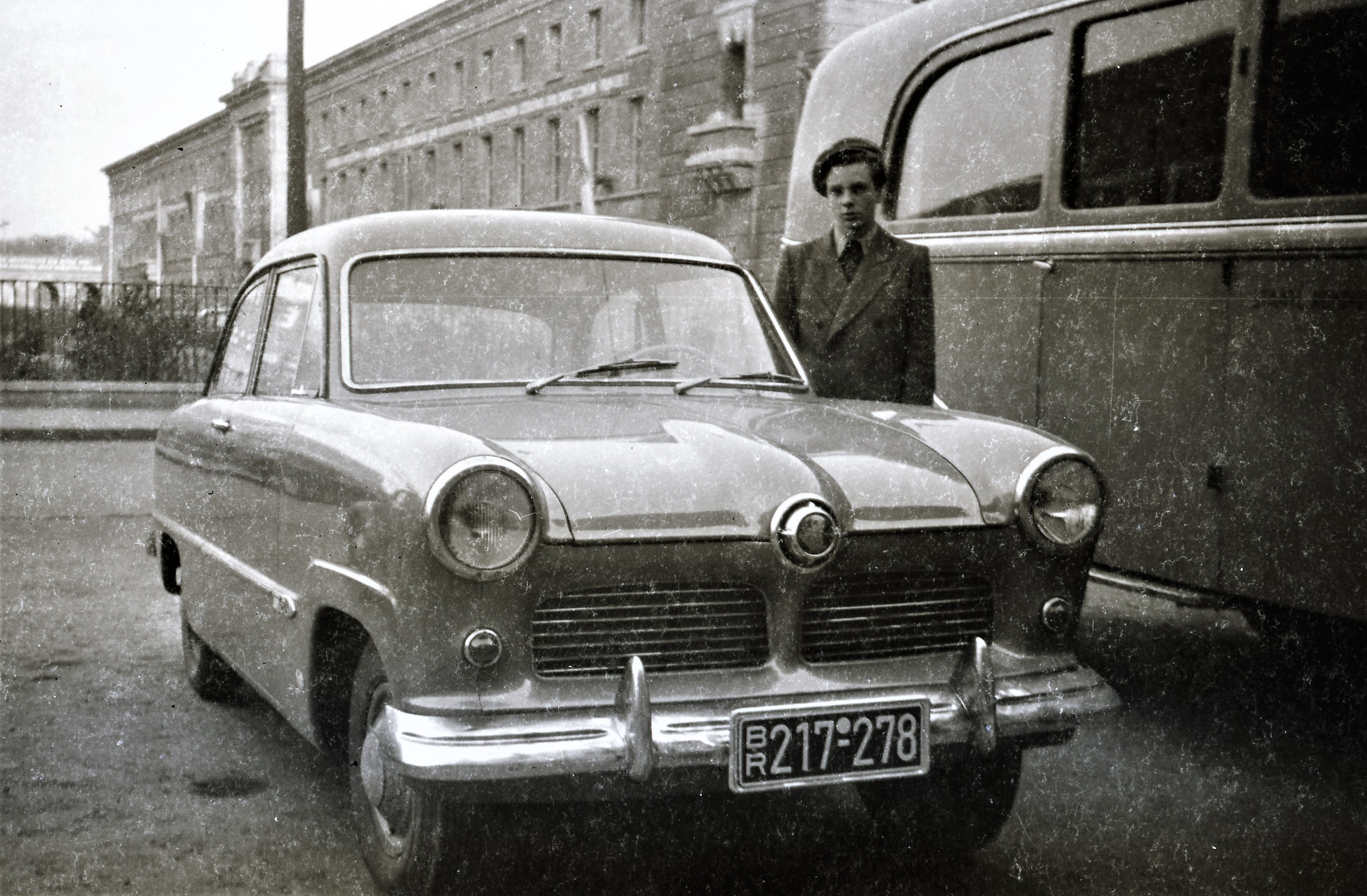
Ford Taunus mit Kennzeichen aus dem britisch besetzten Nordrhein-Westfalen vor der SMAD Thüringen in Weimar, ca. 1954

Nach dem Zweiten Weltkrieg wurde Deutschland in vier Besatzungszonen geteilt. Die Vier Mächte führten jeweils eigene Registrierungen und Kennzeichnungen von Kraftfahrzeugen durch. Ende 1945 wurden die ersten einheitlichen Kennzeichen eingeführt. In der britischen Besatzungszone war zunächst ein dem heutigen Prinzip ähnelndes Verfahren üblich. Die drei Anfangsbuchstaben standen als Kennzeichen für den Zulassungsbezirk (wie bei DUS für Düsseldorf).
1947 schlossen sich die Briten dem System an, das 1946 in der amerikanischen und französischen Besatzungszone eingeführt worden war. Die sowjetische folgte 1948. Einheitlich wurde das Kennzeichnungssystem erst 1949, nachdem auch die französische Zone den Zonenbuchstaben in das Kennzeichen einführte (A = amerikanische Besatzungszone, B = britische Besatzungszone, F = französische Besatzungszone, S = sowjetische Besatzungszone). Dabei wurden die Buchstaben nicht neben-, sondern übereinander in kleiner Schrift angeordnet ({\displaystyle _{\mathbf {H} }^{\mathbf {A} }} für Hessen). Hierauf folgt eine zwei bzw. dreistellige Schlüsselnummer für eine Stadt oder Landkreis. Dann folgt nach einem Bindestrich eine drei- bis vierstellige laufende Nummer. Da die Kennzeichen fahrzeuggebunden waren, wurden freiwerdende Nummern nicht neu vergeben. Weil nun irgendwann das Nummernkontingent erschöpft war, wurde beispielsweise statt {\displaystyle _{\mathbf {N} }^{\mathbf {B} }} (Britische Besatzungszone Niedersachsen) nur noch das »N« vorangestellt, gefolgt von der Stadt- oder Kreisnummer und der nun noch einmal ausgegebenen laufenden Nummer. Das konnte dazu führen, dass zwei gleiche Kennzeichen vergeben wurden, die sich nur anhand der/des Zonenbuchstaben unterschieden, z. B. [{\displaystyle _{\mathbf {N} }^{\mathbf {B} }} 69-2369] und [N 69-2369] (Britische Besatzungszone Niedersachsen, Landkreis Stade – Laufende Nummer).
Kennzeichen in den Besatzungszonen:
- Alle Kennzeichen für das Gebiet der Amerikanischen Besatzungszone, einschl. der Ziffern, siehe unter
- Alle Kennzeichen für das Gebiet der Britischen Besatzungszone, einschl. der Ziffern, siehe unter
- Alle Kennzeichen für das Gebiet der Französischen Besatzungszone, einschl. der Ziffern, siehe unter
- Alle Kennzeichen für das Gebiet der Sowjetischen Besatzungszone (SBZ), einschl. der Ziffern, siehe unter

Berlin blieb ein Sondergebiet mit eigenen Bestimmungen, die ersten Kfz-Kennzeichen 1945 dort enthielten nur Ziffern. Das Saarland wurde als „souveräner Staat“ 1948 ausgegliedert.
| Kennzeichen | Zone                   | Zulassungsort                                        | Zeitraum     |
| ----------- | ---------------------- | ---------------------------------------------------- | ------------ |
| BY          | Vereinigte Staaten 48  | Bayern                                               | 1946–1947    |
| AB          | Vereinigte Staaten 48  | Bayern                                               | 1948–1956    |
| B           | Vereinigte Staaten 48  | Bayern                                               | 1950–1956    |
| HB          | Vereinigtes Konigreich | Bremen                                               | 1945–1947    |
| BM          | Vereinigte Staaten 48  | Bremen                                               | 1947         |
| AE          | Vereinigte Staaten 48  | Bremen, „Amerikanische Exklave“                      | 1948–1956    |
| HE          | Vereinigte Staaten 48  | Hessen                                               | 1946–1947    |
| AH          | Vereinigte Staaten 48  | Hessen                                               | 1948–1956    |
| H           | Vereinigte Staaten 48  | Hessen                                               | 1950–1956    |
| AW          | Vereinigte Staaten 48  | Württemberg-Baden                                    | 1948–1956    |
| W           | Vereinigte Staaten 48  | Württemberg-Baden                                    | 1950–1956    |
| WB          | Vereinigte Staaten 48  | Württemberg-Baden                                    | 1950–1956    |
| БМ (=BM)    | Berlin                 | Berlin                                               | 1945–1946    |
| ГФ (=GF)    | Berlin                 | Berlin                                               | 1945–1946    |
| БГ (=BG)    | Berlin                 | Berlin                                               | 1945–1947    |
| ГМ (=GM)    | Berlin                 | Berlin                                               | 1945–1947    |
| KB          | Berlin                 | Berlin                                               | 1947–1948    |
| GB          | Berlin                 | Ost-Berlin                                           | 1948–1953    |
| KB          | Berlin                 | West-Berlin                                          | 1948–1956    |
| MGH         | Vereinigtes Konigreich | Hamburg                                              | 1945         |
| H           | Vereinigtes Konigreich | Hamburg                                              | 1945–1947    |
| HG          | Vereinigtes Konigreich | Hamburg                                              | 1947         |
| BH          | Vereinigtes Konigreich | Hamburg                                              | 1948–1956    |
| AUR         | Vereinigtes Konigreich | Niedersachsen, Reg.-Bez. Aurich                      | 1945–1947    |
| BRA         | Vereinigtes Konigreich | Niedersachsen, Land Braunschweig                     | 1945–1947    |
| HAN         | Vereinigtes Konigreich | Niedersachsen, Reg.-Bez. Hannover                    | 1945–1947    |
| HIL         | Vereinigtes Konigreich | Niedersachsen, Reg.-Bez. Hildesheim                  | 1945–1947    |
| LUN         | Vereinigtes Konigreich | Niedersachsen, Reg.-Bez. Lüneburg                    | 1945–1947    |
| OLD         | Vereinigtes Konigreich | Niedersachsen, Land Oldenburg                        | 1945–1947    |
| OSN         | Vereinigtes Konigreich | Niedersachsen, Reg.-Bez. Osnabrück                   | 1945–1947    |
| STA         | Vereinigtes Konigreich | Niedersachsen, Reg.-Bez. Stade                       | 1945–1947    |
| HA          | Vereinigtes Konigreich | Niedersachsen, Hannover                              | 1947         |
| BN          | Vereinigtes Konigreich | Niedersachsen, Britische Zone Niedersachsen          | 1948–1956    |
| N           | Vereinigtes Konigreich | Niedersachsen                                        | 1950–1956    |
| AAC         | Vereinigtes Konigreich | Nordrhein-Westfalen, Reg.-Bez. Aachen                | 1945–1947    |
| ARN         | Vereinigtes Konigreich | Nordrhein-Westfalen, Reg.-Bez. Arnsberg              | 1945–1947    |
| DUS         | Vereinigtes Konigreich | Nordrhein-Westfalen, Reg.-Bez. Düsseldorf            | 1945–1947    |
| KOL         | Vereinigtes Konigreich | Nordrhein-Westfalen, Reg.-Bez. Köln                  | 1945–1947    |
| LIP         | Vereinigtes Konigreich | Nordrhein-Westfalen, Land Lippe                      | 1945–1947    |
| MIN         | Vereinigtes Konigreich | Nordrhein-Westfalen, Reg.-Bez. Minden                | 1945–1947    |
| MUN         | Vereinigtes Konigreich | Nordrhein-Westfalen, Reg.-Bez. Münster               | 1945–1947    |
| NR          | Vereinigtes Konigreich | Nordrhein-Westfalen, Nordrhein                       | 1947         |
| WF          | Vereinigtes Konigreich | Nordrhein-Westfalen, Westfalen                       | 1947         |
| BR          | Vereinigtes Konigreich | Nordrhein-Westfalen                                  | 1948–1956    |
| R           | Vereinigtes Konigreich | Nordrhein-Westfalen                                  | 1950–1956    |
| S           | Vereinigtes Konigreich | Schleswig-Holstein                                   | 1945–1947    |
| SH          | Vereinigtes Konigreich | Schleswig-Holstein                                   | 1947         |
| BS          | Vereinigtes Konigreich | Schleswig-Holstein                                   | 1948–1956    |
| BD          | Frankreich             | Baden                                                | 1945–1949    |
| FB          | Frankreich             | Baden                                                | 1949–1956    |
| X           | Frankreich             | Lindau (Bodensee), Stadt und Landkreis               | 1947(?)–1949 |
| FBY         | Frankreich             | Lindau (Bodensee), Stadt und Landkreis               | 1948–1950    |
| By          | Frankreich             | Lindau (Bodensee), Stadt und Landkreis               | 1950–1956    |
| RL          | Frankreich             | Rheinland-Pfalz, Rheinland                           | 1945–1949    |
| PF          | Frankreich             | Rheinland-Pfalz, Pfalz                               | 1945–1949    |
| FR          | Frankreich             | Rheinland-Pfalz                                      | 1949–1956    |
| SA          | Frankreich             | Saarland                                             | 1945–1948    |
| FS          | Frankreich             | Saarland                                             | 1948 geplant |
| OE          | Frankreich             | Saarland                                             | 1949–1956    |
| WT          | Frankreich             | Württemberg-Hohenzollern                             | 1945–1949    |
| FW          | Frankreich             | Württemberg-Hohenzollern                             | 1949–1956    |
| BP          | Sowjetunion 1923       | Brandenburg, Provinz                                 | 1945–1947    |
| SB          | Sowjetunion 1923       | Brandenburg                                          | 1948–1953    |
| MP          | Sowjetunion 1923       | Mecklenburg-Vorpommern                               | 1945–1947    |
| SM          | Sowjetunion 1923       | Mecklenburg                                          | 1948–1953    |
| SB          | Sowjetunion 1923       | Sachsen                                              | 1945–1947    |
| SC          | Sowjetunion 1923       | Sachsen                                              | 1945–1947    |
| SF          | Sowjetunion 1923       | Sachsen                                              | 1945–1947    |
| SH          | Sowjetunion 1923       | Sachsen                                              | 1945–1947    |
| SK          | Sowjetunion 1923       | Sachsen                                              | 1945–1947    |
| SM          | Sowjetunion 1923       | Sachsen                                              | 1945–1947    |
| SL          | Sowjetunion 1923       | Sachsen („Leipzig“)                                  | 1948–1953    |
| SP          | Sowjetunion 1923       | Sachsen, Provinz                                     | 1945–1947    |
| SN          | Sowjetunion 1923       | Sachsen-Anhalt                                       | 1947–1953    |
| TF          | Sowjetunion 1923       | Thüringen                                            | 1945–1947    |
| TH          | Sowjetunion 1923       | Thüringen                                            | 1945–1947    |
| IM          | Sowjetunion 1923       | Thüringen                                            | 1946(?)–1947 |
| ST          | Sowjetunion 1923       | Thüringen                                            | 1948–1953    |
| A           | /                      | Anhänger (Britische und Amerikanische Zone)          | 1946–1947    |
| AGR         |                        | Agrarfahrzeuge                                       | 1945–1947    |
| BT          | Sowjetunion 1923       | SBZ-Zentralverwaltung und unterstellte Institutionen | 1947–(?)     |
| DR          | Sowjetunion 1923       | Regierung der DDR                                    | 1949         |
| DDR         | Sowjetunion 1923       | Regierung der DDR                                    | 1949–1951    |
| DR          |                        | Deutsche Reichsbahn                                  | 1945         |
| RP          |                        | Reichspost                                           | 1945         |
| TEM         |                        | temporär, zusammen zum Kennzeichen                   | 1945–1947    |

## DDR 1953–1990

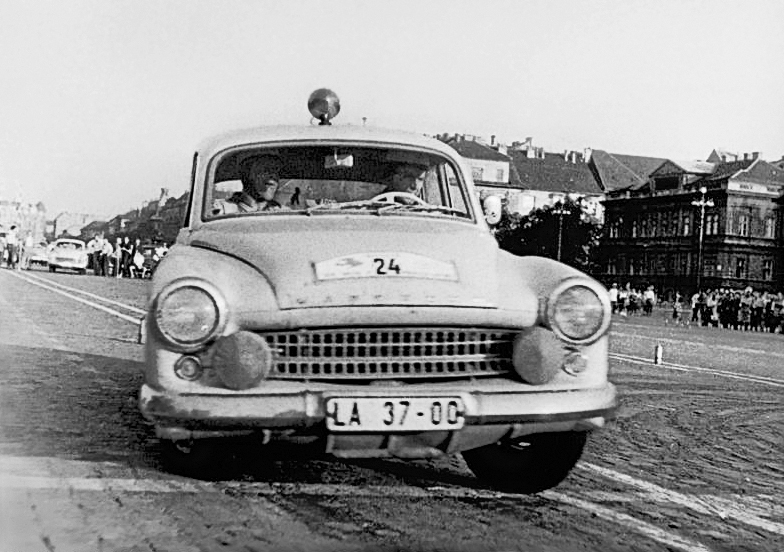
Wartburg 311 mit DDR-Kennzeichen: Kreis Eisenach, Bezirk Erfurt, 1962

Kennzeichen der Form „XXX 0–01“: Kreis Stollberg, Bezirk Karl-Marx-Stadt, teilweise bereits mit bundesdeutscher Prüfplakette

Kennzeichenpflichtig waren in der DDR alle Kraftfahrzeuge ab einem Hubraum größer 50 cm³.
Die Kennzeichen hatten die allgemeine Form „XX 00–01“. Wenn im Folgenden nicht explizit anders angegeben, befand sich auf den Kennzeichen schwarze Schrift (eine DDR-Weiterentwicklung der preußischen Musterzeichnung IV 44 von 1906) auf weißem Grund. Mit der Zunahme des Fahrzeugbestandes wurde ab Oktober 1974 zusätzlich die Form „XXX 0–01“ eingeführt. Der erste Buchstabe des Kennzeichens gab den Bezirk an, in dem das Fahrzeug zugelassen war. Die Buchstaben wurden dabei in Nord-Süd-Richtung von A bis Z vergeben. Einige Bezirke hatten dabei zwei verschiedene mögliche Buchstaben als Kennzeichen.
| A    | Bezirk Rostock                          |
| B    | Bezirk Schwerin                         |
| C    | Bezirk Neubrandenburg                   |
| D, P | Bezirk Potsdam                          |
| E    | Bezirk Frankfurt (Oder)                 |
| H, M | Bezirk Magdeburg                        |
| I    | Berlin, Hauptstadt der DDR (Ost-Berlin) |
| K, V | Bezirk Halle                            |
| L, F | Bezirk Erfurt                           |
| N    | Bezirk Gera                             |
| O    | Bezirk Suhl                             |
| R, Y | Bezirk Dresden                          |
| S, U | Bezirk Leipzig                          |
| T, X | Bezirk Karl-Marx-Stadt (Chemnitz)       |
| Z    | Bezirk Cottbus                          |

Die Buchstaben G, J, Q und W wurden für die Bezirkskennzeichen nicht verwendet. Die Ziffernkombination „00–00“ bzw. „0–00“ wurde nicht vergeben. Allerdings gab es Suhler Kennzeichen mit den Buchstaben OO, was aufgrund der Ähnlichkeit mit den Ziffernglyphen wie 00 aussah.
Der zweite Buchstabe gab bei Kennzeichen mit drei Buchstaben und drei Ziffern den zulassenden Kreis (in alphabetischer Reihenfolge) an. Diese Art von Kennzeichen war für Motorräder nicht zulässig.
Die Vergabe der Erkennungsnummern bei Kennzeichen mit zwei Buchstaben und vier Ziffern war sehr komplex. Anhand von Zuteilungslisten des Ministeriums des Innern der DDR konnte jedes Kfz-Kennzeichen konkret einem Stadt- oder Landkreis zugeordnet werden. Diese Listen waren der Öffentlichkeit aber nicht zugänglich.
Der zweite Buchstabe war dabei jeweils verschiedenen Fahrzeugarten zugeteilt, diese jedoch in jedem Bezirk unterschiedlich zugeordnet. Mit den Zahlenreihen wurde dabei nochmals das System unterteilt. Die Buchstabenkombinationen mit den Zahlenreihen konnten über mehrere Kreise verteilt sein, wobei Kennzeichen doppelt vergeben wurden, dabei aber nur an verschiedenen Fahrzeugarten (Pkw, Lkw usw.). So konnte beispielsweise ein Motorrad im Kreis A das gleiche Kennzeichen haben wie ein Anhänger im Kreis B.

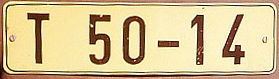
Kennzeichen der GST

Die Fahrzeugkennzeichen der Gesellschaft für Sport und Technik bestanden aus nur einem Buchstaben für den Bezirk, gefolgt von der üblichen Zahlenkombination. Es wurden gelbe Nummernschilder mit schwarzer Schrift verwendet.

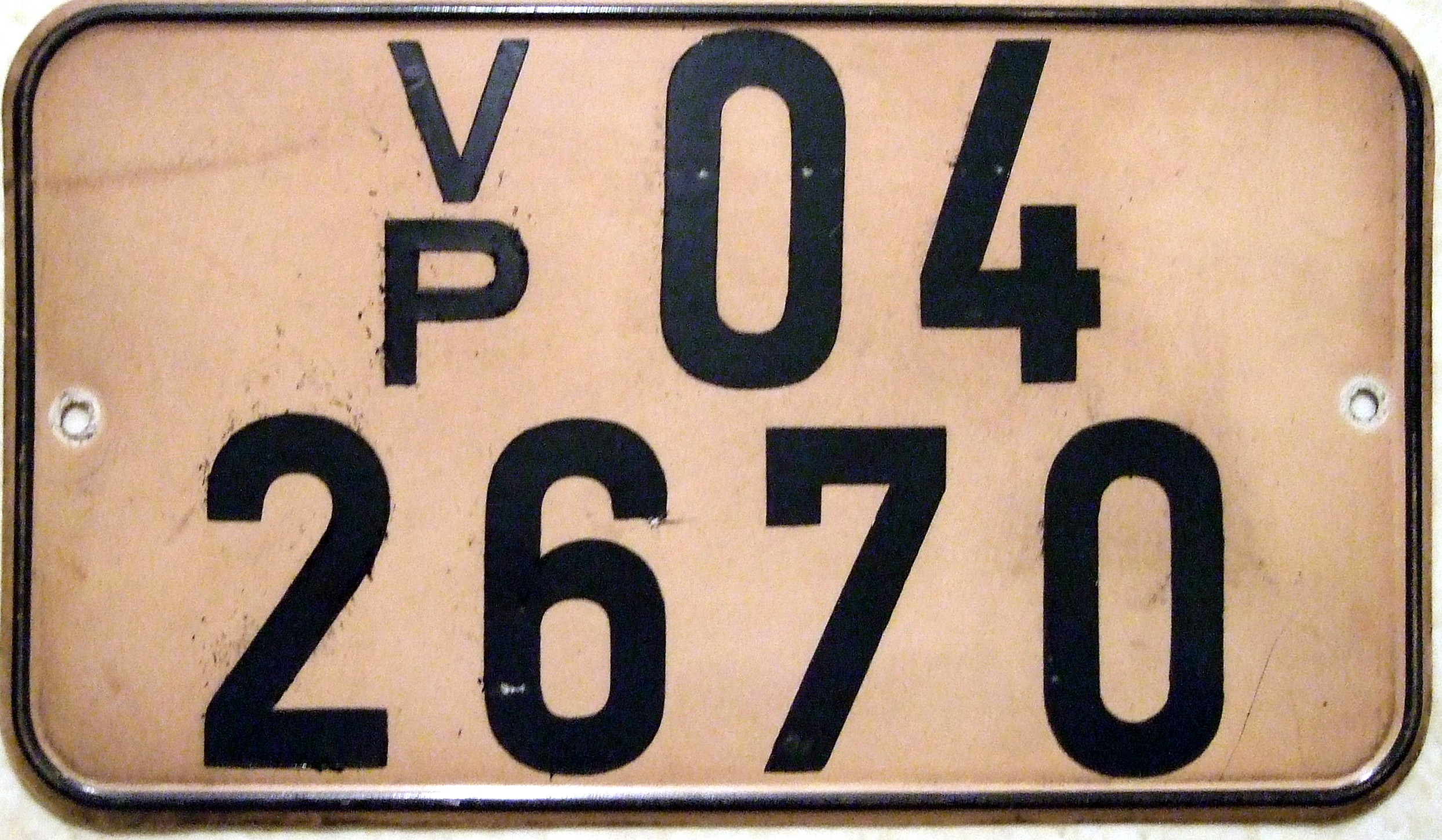
Kennzeichen der Volkspolizei im Bezirk Potsdam

Die Kombination VA war der Nationalen Volksarmee vorbehalten, GT den Grenztruppen bzw. 1990 GS dem Grenzschutz. Die Deutsche Volkspolizei verwendete ab 1949 {\displaystyle _{\mathbf {P} }^{\mathbf {V} }} in übereinander gestalteter Form. Bei allen folgte eine ausschließliche Zahlenkombination. Bestimmte Kombinationen der normalen Kennzeichen waren zur Tarnung für Zivilfahrzeuge der Kriminalpolizei und für das Ministerium für Staatssicherheit reserviert.
Im Bezirk Neubrandenburg wurden die Kombinationen CC, CD, CY ebenfalls nicht zugeteilt, wegen der Kürzel für das Konsularische bzw. Diplomatische Korps. Auch die Kürzel „HJ“, „KZ“, „SA“, und „SS“ wurden nicht vergeben. Der Buchstabe Q wurde im DDR-Kennzeichensystem weder als Zweit- noch als Drittbuchstabe verwendet.

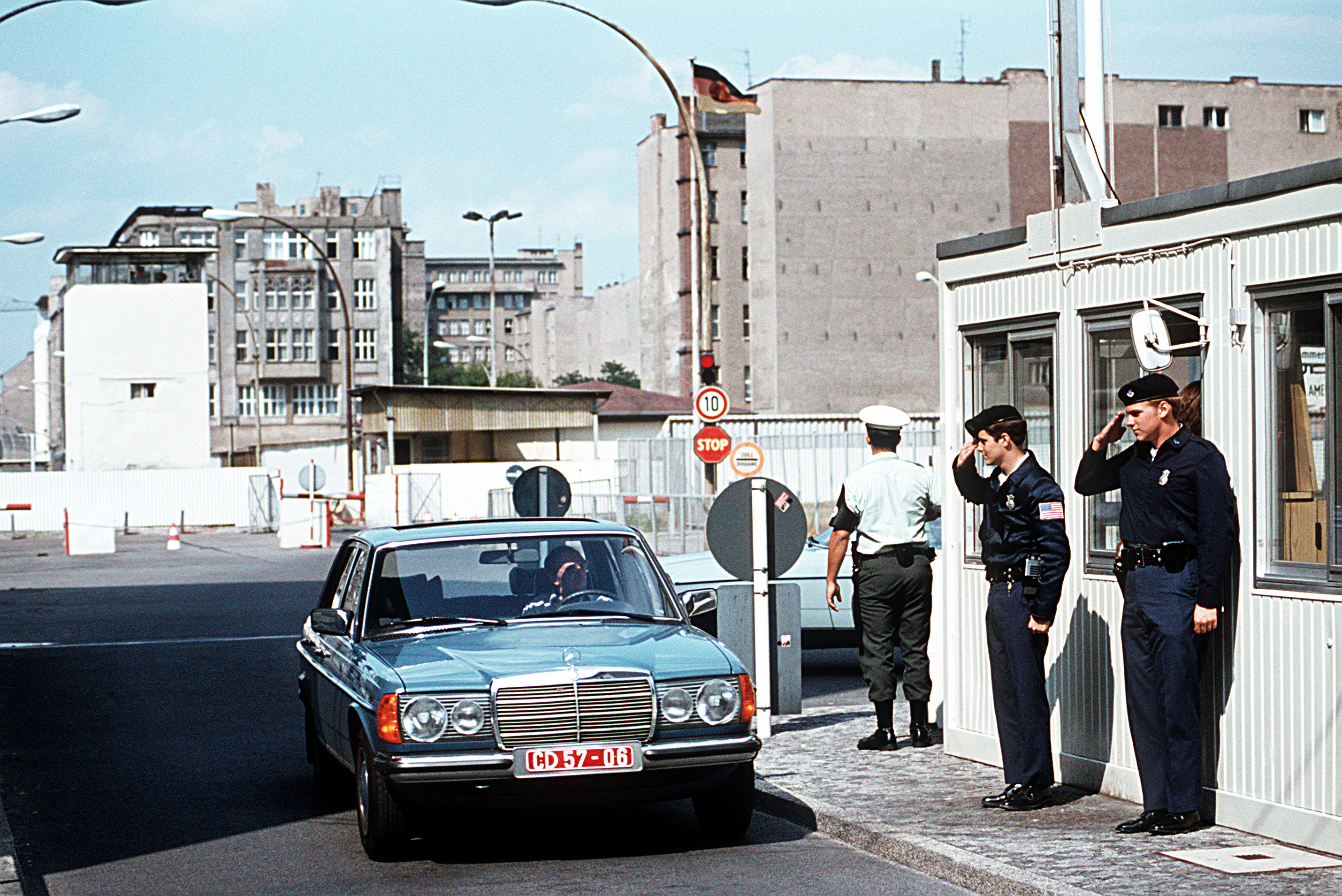
Fahrzeug mit Diplomatenkennzeichen am Checkpoint Charlie 1982, 57 = Bundesrepublik Deutschland

Diplomatische Vertretungen und Konsulate verwendeten zweibuchstabige, mit einem C beginnende Kennzeichen mit weißer Schrift auf rotem Grund. Andere Ausländer nutzten dagegen zweibuchstabige, mit einem Q beginnende Kennzeichen mit weißer Schrift auf blauem Grund. Es folgen maximal drei Ziffern, die das entsprechende Herkunftsland angaben und nach einem Bindestrich nochmals zwei Serienziffern. Hierbei gab es den folgenden Schlüssel:
| CC     | Dienstfahrzeuge konsularischer Vertretungen und konsularischer Amtspersonen |
| CD     | Diplomatische Vertretungen und deren Personal                               |
| CY     | Fahrzeuge des technischen und administrativen Personals                     |
| QA     | Ausländische Korrespondenten                                                |
| QB, QX | Außenhandelsniederlassungen, Industrievertretungen und kommerzielle Büros   |
| QC     | Reisebüros, Fluggesellschaften und Kultur- und Informationszentren          |
| QD     | Sonstige                                                                    |

| 00 RGW 01 Sowjetunion 02 Tschechoslowakei 03 Ungarn 04 Polen 05 Rumänien 06 Bulgarien 07 Volksrepublik China 08 Albanien 09 Finnland 10 Mongolei 11 Nordkorea 12 Nordvietnam bis 1976 12 Vietnam ab 1976 13 Ägypten 14 Jugoslawien 15 Kuba 16 Südvietnam bis 1976 17 Syrien 18 Nordjemen 19 Mali 20 Guinea 21 Irak 22 Kambodscha 23 Sudan 24 Südjemen 25 Indien 26 Volksrepublik Kongo 27 Somalia** 28 Zentralafrikanische Republik** 29 Chile** 30 Algerien 31 Bangladesch 32 Myanmar* 33 Schweiz 34 Italien 35 Dänemark 36 Tunesien 37 Belgien 38 Schweden 39 Frankreich 40 Pakistan 41 Vereinigtes Königreich 42 Peru 43 Österreich | 44 Spanien 45 Niederlande 46 Norwegen 47 Mexiko 48 Indonesien 49 Libanon 50 Iran 51 Japan 52 Argentinien 53 Zaire 54 Brasilien 55 Uruguay 56 Kolumbien 57 BR Deutschland 58 Ghana 59 Portugal 60 Ecuador 61 Vereinigte Staaten 62 Türkei 63 Griechenland 64 Venezuela 65 Australien* 66 Panama 67 Somalia 68 Libyen 69 Äthiopien 70 PLO 71 Afghanistan 72 Nicaragua 73 Kambodscha*1 73 Kap Verde*1 74 Philippinen 75 Nigeria 76 Costa Rica* 77 Guinea-Bissau 78 Laos 79 Simbabwe 80 Mosambik 81 Angola 82 Bolivien* 83 Marokko 84–90 nicht vergeben 91 Frankreich (Wirtschaftsvereinigung)* 92 Österreich (Wirtschaftsvereinigung)* 93 Zweitakkreditierungen | 94 Zweitakkreditierungen 95 Zweitakkreditierungen 96 Zweitakkreditierungen 97 Mietfahrzeuge des DAV 98 nicht vergeben 99 sonstige Länder ohne akkreditierte Mission in der DDR Zweitakkreditierungen 201 Sri Lanka 202 Uganda 203 Zypern 204 Ruanda 205 Island 206 Nepal 207 Madagaskar 208 Jordanien 209 Liberia 210 Sambia 211 Myanmar 212 Mauretanien 213 Bolivien* 214 Thailand 215 Lesotho 216 Kanada 217 Niger 218 Burundi 219 Sierra Leone 220 Kuwait 221 Neuseeland 222 Marokko* 223 Guyana 224 Jamaika 225 Togo 226 Malaysia 227 Benin 228 Burkina Faso 229 Malta 230 Tansania 231 Grenada* 232 Irland 233 Kap Verde 234 Costa Rica 235 Senegal 236 Australien 237 Singapur |

(* im Juli 1990 unbesetzt, ** reserviert, aber nie vergeben, 1 doppelt vergeben)

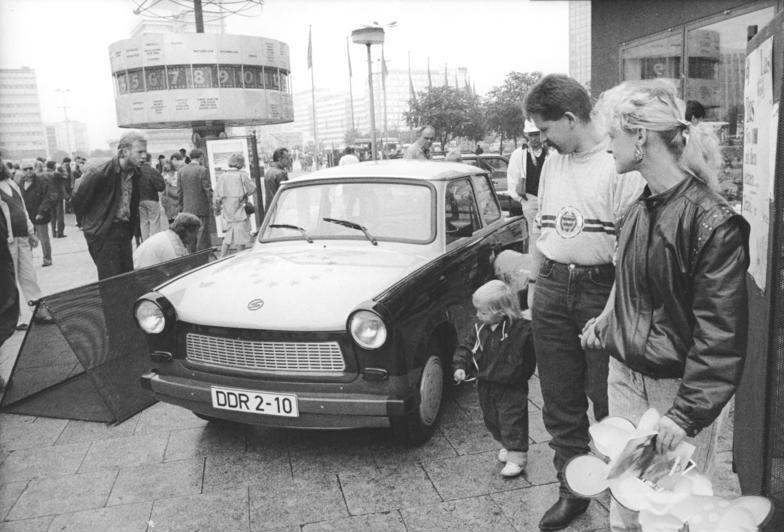
Letztes in der DDR zugelassenes Kennzeichen „DDR 2-10“
vom 30. September 1990 für einen Trabant

Das ab 1966 verwendete Zollkennzeichen bestand aus einer Ziffer, die den Zollbezirk angab, einem Bindestrich und vier weiteren Ziffern. Bei diesen Schildern wurden grüne Schriftzeichen verwendet.
Im Zuge der Wiedervereinigung erfolgte ab 1991 die Zuteilung bundesdeutscher Kennzeichen. Kennzeichen nach DDR-Schema wurden noch bis zum 31. Dezember 1990 vergeben, mussten jedoch bis zum 31. Dezember 1993 umgetauscht werden. Schon vor der Wiedervereinigung wurde aber 1990 begonnen, die Schrifttype und -größe wie in der Bundesrepublik zu verwenden.

## Bundesrepublik Deutschland nach 1956
1956 wurde das bis heute gebräuchliche Kennzeichensystem eingeführt. Wesentlichstes Merkmal des Systems ist eine Zuordnung von bis zu dreibuchstabigen Unterscheidungszeichen für jeden Zulassungsbezirk. Dabei hatten kreisfreie Städte und gleichnamige Landkreise das gleiche Unterscheidungszeichen. In einer Anlage zur Straßenverkehrsordnung war bestimmt, welche Buchstaben- und Ziffernkombinationen die städtische Zulassungsstelle und welche die des Landkreises vergeben durfte. Das Unterscheidungszeichen der Landkreise wurde zudem grundsätzlich vom Sitz der Kreisverwaltung, nicht von einem u. U. abweichenden Kreisnamen abgeleitet (z. B. „FH“ für den Main-Taunus-Kreis, weil die Kreisverwaltung ihren Sitz in Frankfurt-Höchst hatte, „GM“ für den Oberbergischen Kreis nach dem Sitz der Kreisverwaltung in Gummersbach). Nur bei drei Landkreisen gab es Ausnahmen: Der Ennepe-Ruhr-Kreis (Kreisstadt Schwelm) erhielt „EN“, der Landkreis Waldeck (Kreisstadt Korbach) „WA“ und der Landkreis Wesermünde (Verwaltungssitz in Bremerhaven) „WEM“. Mit den Gebietsreformen in den 1970er-Jahren wich man zunehmend von diesem Prinzip ab; neugebildete Großkreise erhielten jetzt oft ein vom Kreisnamen, nicht mehr vom Sitz der Kreisverwaltung abgeleitetes Unterscheidungszeichen (z. B. „MKK“ für den Main-Kinzig-Kreis statt zunächst „HU“ für den Sitz der Kreisverwaltung in Hanau).
Ursprünglich waren die Unterscheidungszeichen für den Verwaltungsbezirk in einer Anlage zur Straßenverkehrs-Zulassungs-Ordnung, seit 2007 zur Fahrzeug-Zulassungsverordnung, festgesetzt. Seit der sog. Kennzeichenliberalisierung werden Unterscheidungszeichen auf Antrag des jeweiligen Landes vom Bundesminister für Verkehr neu festgesetzt oder aufgehoben und nur noch im Bundesanzeiger bekanntgemacht.
Eine Übersicht über die aktuell festgesetzten Unterscheidungszeichen findet sich in der Liste der Kfz-Kennzeichen in Deutschland. Zu allen in Deutschland bisher ausgegebenen Unterscheidungszeichen mit Angaben zu den Zeiträumen siehe die Liste aller Kfz-Kennzeichen der Bundesrepublik Deutschland.
Nach 1956 sind bislang nur fünf Unterscheidungszeichen aus dem Straßenverkehr vollständig verschwunden. Es handelte sich dabei um die Unterscheidungszeichen DB der Deutschen Bundesbahn und BP der Deutschen Bundespost. Seit Juni 2006 wird BP wieder für die Bundespolizei verwendet und ersetzt damit das alte Kennzeichen BG des Bundesgrenzschutzes. Das Kennzeichen ROH für den ehemaligen Landkreis Rotenburg in Hannover wurde vollständig durch ROW (Landkreis Rotenburg (Wümme)) ersetzt. Am 12. Mai 1995 bekam die letzte Autofahrerin, die noch ROH-Schilder an ihrem Fahrzeug trug, zwei neue Kennzeichen mit den Buchstaben ROW geschenkt.

## Rechtsgrundlagen
- Vor 1906: Regelungen der Bundesstaaten[8]
- 1906: Grundzüge, betreffend den Verkehr mit Kraftfahrzeugen, vom 3. Mai 1906, § 7[9] i. V. m. Verordnungen der Bundesstaaten[10]
- 1910: Bekanntmachung, betreffend die Regelung des Verkehrs mit Kraftfahrzeugen, vom 3. Februar 1910, § 8 mit Plan für die Kennzeichnung der Kraftfahrzeuge[11]
- 1923: Verordnung über Kraftfahrzeugverkehr vom 15. März 1923, § 8[12] i. V. m. Bekanntmachung des Reichsverkehrsministers über Kraftfahrzeugverkehr vom 15. März 1923, Anlage 3 Plan für die Kennzeichnung der Kraftfahrzeuge[13]
- 1937: Straßenverkehrs-Zulassungs-Ordnung (StVZO) vom 13. November 1937, § 23 mit Anlage I Plan für die Kennzeichnung der Kraftfahrzeuge[14]
- 1945: Regelungen der Besatzungsmächte,[15] des Alliierten Kontrollrats[16] und der Alliierten Kommandantur;[17] nur in der französischen Zone 1948/49: Landesverordnungen zur Änderung der StVZO[18]
- 1953 (Ostdeutschland): Verordnung über die Ausgabe von polizeilichen Kennzeichen usw. vom 9. April 1953[19]
- 1956 (Westdeutschland): Straßenverkehrs-Zulassungs-Ordnung (StVZO), § 23 mit Anlage I Unterscheidungszeichen der Verwaltungsbezirke[20]
- 2006: Fahrzeug-Zulassungsverordnung (FZV) vom 25. April 2006, § 8 mit Anlage 1 Unterscheidungszeichen der Verwaltungsbezirke[21]
- 2012: Fahrzeug-Zulassungsverordnung (FZV)[22] i. V. m. Bekanntmachungen zur Festlegung von Unterscheidungszeichen für Verwaltungsbezirke für die Kennzeichnung von Kraftfahrzeugen im Bundesanzeiger[23]